# Delonix tomentosa
Delonix tomentosa – gatunek wianowłostki z rodziny bobowatych (Fabaceae) z podrodziny brezylkowych (Caesalpinioideae). Występuje endemicznie na Madagaskarze, w prowincji Mahajanga.
Rośnie w bioklimacie suchym. Występuje na wysokości do 500 m n.p.m.
Według Czerwonej Księgi jest gatunkiem zagrożonym. Zagrożeniem dla tego gatunku są okresowe pożary.